# 1696
1696 (MDCXCVI) byl rok, který dle gregoriánského kalendáře započal nedělí.

## Události
- začíná stavba loděnic ve Voroněži
- protiruská povstání v Burjatsku

### Probíhající události
- 1683–1699 – Velká turecká válka
- 1688–1697 – Devítiletá válka
- 1689–1697 – Válka krále Viléma

## Narození
Česko

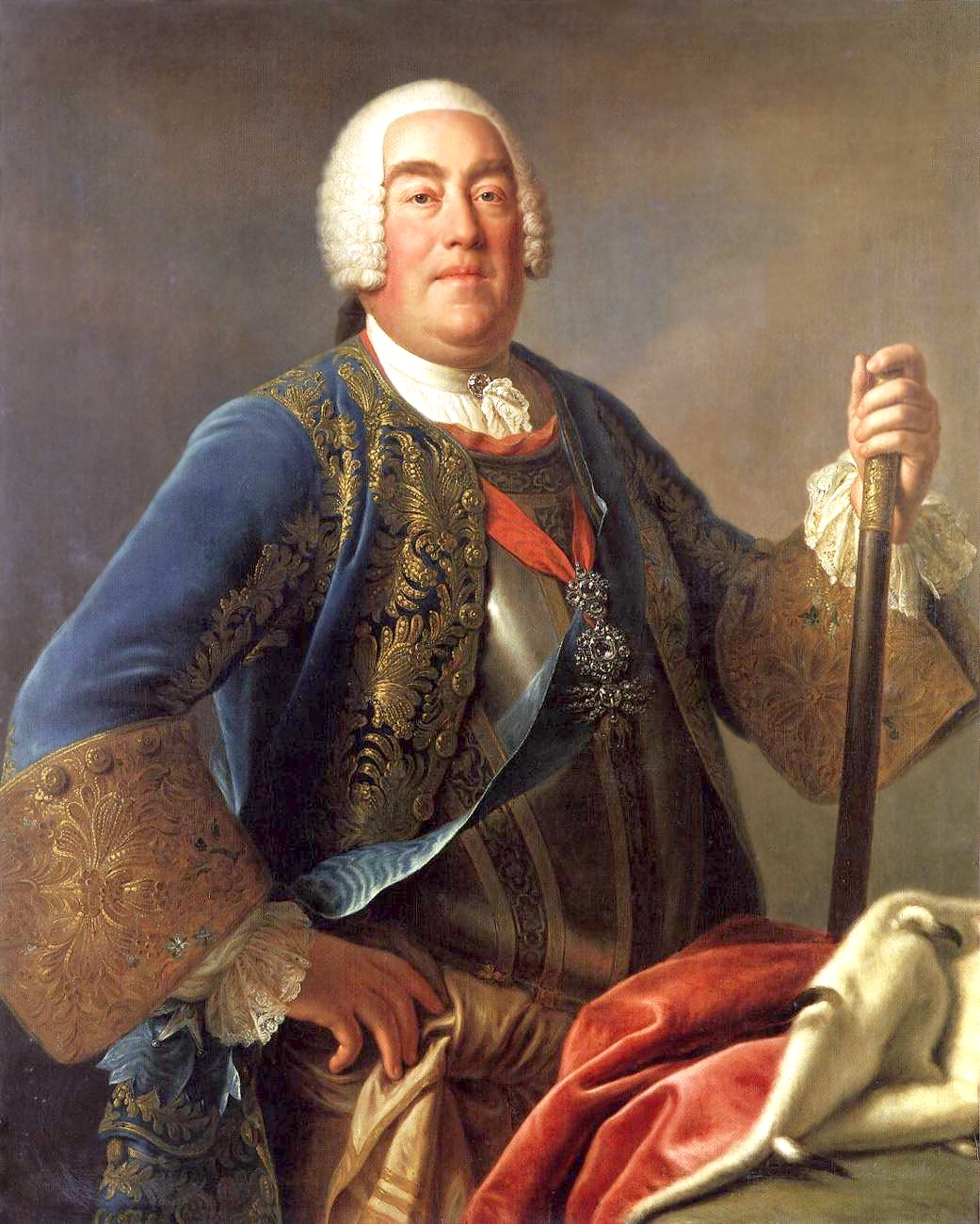
August III. Polský (1696–1763)

- ? – David Antonín Nývlt, náchodský úředník a regionální historik († 1772)

Svět
- 29. ledna – Konstancja Czartoryska, polsko-litevská šlechtična a matka krále Stanislava II. Augusta Poniatowského († 27. října 1759)
- 5. března – Giovanni Battista Tiepolo, benátský malíř († 27. března 1770)
- 21. března – Pierre Février, francouzský hudební skladatel, varhaník a cembalista († 5. listopadu 1760)
- 22. dubna – Antonie Amálie Brunšvicko-Wolfenbüttelská, brunšvicko-wolfenbüttelská princezna a vévodkyně († 6. března 1762)
- 14. května – Leopold II. Fridrich z Egkhu, německý církevní hodnostář, olomoucký biskup († 15. prosince 1760)
- 18. června – Bedřich August Harrach, česko-rakouský šlechtic a politik († 4. června 1749)
- 2. srpna – Mahmud I., turecký sultán († 1754)
- 9. srpna – Josef Václav z Lichtenštejna, lichtenštejnský kníže († 10. února 1772)
- 1. září – Emine Sultan, osmanská princezna a dcera sultána Mustafy II. († 1739)
- 27. září – Alfons Maria z Liguori, italský misionář, biskup a světec († 1. srpna 1787)
- 17. října – August III. Polský, polský král a velkokníže litevský († 5. října 1763)
- 28. října – Maréchal de Saxe, německý šlechtic a vojevůdce ve francouzských službách († 30. listopadu 1750)
- 13. prosince – Safiye Sultan, osmanská princezna a dcera sultána Mustafy II. († 15. května 1778)
- ? – Johann Caspar Bagnato, německý barokní stavitel († 15. července 1757)
- ? – Abram Petrovič Gannibal, ruský vojenský a politický činitel černošského původu († 20. dubna 1781)

## Úmrtí
- 8. února – Ivan V., ruský car, bratr a spoluvladař Petra I. (* 6. září 1666)
- 12. března – Jean de la Vallée, francouzský barokní architekt (* 1620)
- 17. března – Isabela Markéta Orleánská, francouzská vévodkyně a šlechtična (* 26. prosince 1646)
- 17. dubna – Marie de Sévigné, francouzská šlechtična, spisovatelka (* 5. února 1626)
- 30. dubna – Robert Plot, anglický přírodovědec (* 13. prosince 1640)
- 10. května – Jean de La Bruyère, francouzský spisovatel a filosof (* 16. srpna 1645)
- 16. května – Marie Anna Habsburská, manželka krále Filipa IV., královna španělská, neapolská a sicilská (* 23. prosince 1634)
- 17. června – Jan III. Sobieski, polský král a jeden z největších turkobijců (* 1629)
- 29. června – Michel Lambert, francouzský pěvec, theorbista a hudební skladatel (* ? 1610)
- 3. listopadu – Jindřich Václav Richter, český misionář v Jižní Americe (* 4. září 1653)
- ? – Jan Baptista Mathey, francouzský architekt (* 1630)
- ? – Jacob Huysmans, vlámský portrétista (* 1633)
- ? – Johan Kusser st., slovenský evangelický kantor

## Hlavy států
- Anglie – Vilém III. (1688–1702)
- Francie – Ludvík XIV. (1643–1715)
- Habsburská monarchie – Leopold I. (1657–1705)
- Osmanská říše – Mustafa II. (1695–1703)
- Polsko-litevská unie – Jan III. Sobieski (1674–1696)
- Rusko – Ivan V. (1682–1696) a Petr I. Veliký (1682–1725)
- Španělsko – Karel II. (1665–1700)
- Švédsko – Karel XI. (1660–1697)
- Papež – Inocenc XII. (1691–1700)
- Perská říše – Husajn Šáh